# 田中努
田中 努（たなか つとむ 1936年4月17日 - ）は、日本の経企官僚。元経済企画審議官、元経済企画事務次官。東京都大田区北千束在住。

## 来歴
東京都出身。東京都立日比谷高等学校を経て、1959年3月、旧東京都立大学法経学部経済学科卒業。同年、経済企画庁入庁。OECD日本政府代表部参事官、国民生活局参事官、調整局産業経済課長、環境庁長官官房国際課長、経企庁経済研究所次長などを経て、1986年6月、調整局審議官、1988年7月、総合計画局審議官、1989年6月、調査局長、1990年4月、物価局長、1991年5月、経済企画審議官、1993年5月から1995年6月まで事務次官を務めた。高村正彦経済企画庁長官時代、その任期中、経企庁所管・海外経済協力基金と日本輸出入銀行との合併案（のちに両行合併にて国際協力銀行となる）が当時の新党さきがけ・武村正義蔵相から提案された。退官後は、中央大学総合政策学部教授、三菱総合研究所顧問など。